# You Are Unstoppable
You Are Unstoppable è un singolo della cantante austriaca Conchita Wurst, pubblicato a livello mondiale il 5 marzo 2015. Il singolo viene reso pubblico il giorno 20 febbraio dello stesso anno. Dal giorno 6 marzo il singolo è disponibile anche in formato fisico. Musicalmente, You Are Unstoppable combina elementi orchestrali di pop barocco con elementi elettropop.
Il singolo anticipa Love Respect, il primo album dell'artista, che è stato pubblicato a maggio 2015.

## Tracce
Download digitale
1. You Are Unstoppable – 3:30

Remixes – EP
1. You Are Unstoppable (Phunkstar Remix) – 6:39
2. You Are Unstoppable (Drums of Death Remix) – 5:43
3. You Are Unstoppable (7th Heaven Remix) – 7:35
4. You Are Unstoppable (LTBC Remix) – 5:17

## Classifiche
| Classifica (2015) | Posizione massima |
| ----------------- | ----------------- |
| Austria           | 13                |
| Germania          | 67                |